# Parchi nazionali della Danimarca
I Parchi Nazionali della Danimarca sono tre e si estendono complessivamente su una superficie di 188 970 ettari, pari al 4,4% della superficie totale.
Un quarto parco si trova in Groenlandia, di cui occupa circa il 45% della superficie dell'isola. L'apertura di altri due parchi, già deliberata dal governo, è attesa nel breve termine.

## Parchi nazionali in Danimarca
| Nome                                   | Regione                | Area (ha) | Anno | Localizzazione                                                        | Immagine | Collegamento                                    |
| -------------------------------------- | ---------------------- | --------- | ---- | --------------------------------------------------------------------- | -------- | ----------------------------------------------- |
| Parco nazionale Thy                    | Jutland settentrionale | 24 370    | 2008 | Mappa di localizzazione: Danimarca · Parchi nazionali della Danimarca |          | Archiviato il 3 marzo 2016 in Internet Archive. |
| Parco nazionale Mols Bjerge            | Jutland centrale       | 18 000    | 2009 | Mappa di localizzazione: Danimarca · Parchi nazionali della Danimarca |          |                                                 |
| Parco nazionale del mare dei Wadden    | Danimarca meridionale  | 146 600   | 2010 | Mappa di localizzazione: Danimarca · Parchi nazionali della Danimarca |          |                                                 |
| Parco nazionale Skjoldungernes Land    | Selandia               | 17 000    | 2015 |                                                                       |          |                                                 |
| Parco nazionale Kongernes Nordsjælland | Hovedstaden            | 26 250    | 2017 | Mappa di localizzazione: Danimarca · Parchi nazionali della Danimarca |          |                                                 |
| Totale                                 | Totale                 | 232 220   |      |                                                                       |          |                                                 |

## Parchi situati al di fuori della Danimarca continentale
| Nome                                            | Regione     | Area (ha)  | Anno | Localizzazione | Immagine | Collegamento |
| ----------------------------------------------- | ----------- | ---------- | ---- | -------------- | -------- | ------------ |
| Parco nazionale della Groenlandia nordorientale | Groenlandia | 97 200 000 | 1974 |                |          |              |